# Брикаланське сільське поселення
Брикала́нське сільське поселення (рос. Брыкаланское сельское поселение) — муніципальне утворення у складі Іжемського району Республіки Комі, Росія. Адміністративний центр — село Брикаланськ.

## Населення
Населення — 803 особи (2017, 894 у 2010, 1083 у 2002, 1090 у 1989).

## Склад
До складу поселення входять такі населені пункти:
| Населений пункт   | Населення, осіб (1989) | Населення, осіб (2002) | Населення, осіб (2010) |
| ----------------- | ---------------------- | ---------------------- | ---------------------- |
| Брикаланськ, село | 757                    | 725                    | 585                    |
| Чика, присілок    | 333                    | 358                    | 309                    |